# Teens of Style
Teens of Style è il nono album in studio del gruppo musicale statunitense Car Seat Headrest, pubblicato il 30 ottobre 2015.
È stato il loro primo album registrato per la Matador Records. Inteso come una compilation introduttiva per i nuovi ascoltatori, contiene versioni rielaborate e appena registrate di brani originariamente pubblicati tra il 2010 e il 2012, con l'aggiunta di una nuova composizione.

## Tracce
Testi e musiche di Will Toledo.
1. Sunburned Shirts (da My Back Is Killing Me Baby) – 4:05
2. The Drum (da My Back Is Killing Me Baby) – 3:57
3. Something Soon (da My Back Is Killing Me Baby) – 4:20
4. No Passion (da My Back Is Killing Me Baby) – 2:50
5. Times to Die (da Monomania) – 6:50
6. Psst, Teenagers, Take Off Your Clo (da 3) – 1:00
7. Strangers (da My Back Is Killing Me Baby) – 5:39
8. Maud Gone (da Monomania) – 5:58
9. Los Borrachos (I Don't Have Any Hope Left, But the Weather is Nice) (da Monomania) – 6:23
10. Bad Role Models, Old Idols Exhumed (psst, teenagers, put your clothes back o) – 1:54
11. Oh! Starving (da 3 e Starving While Living) – 3:51